# Moriwśk
Moriwśk (ukr. Морівськ) – wieś na Ukrainie, w obwodzie czernihowskim, w rejonie czernihowskim, w hromadzie Desna. W 2001 liczyła 626 mieszkańców.